# Big Air
Der Big Air (auch Straight Jump) ist ein im Snowboard-Freestyle und Freestyle-Skiing gebräuchlicher Begriff für einen Sprung über einen Kicker (Sprungschanze). Seit 1994 werden darin internationale Wettkämpfe veranstaltet. Seit 2003 ist der Big Air Teil der Snowboard-Weltmeisterschaften, 2018 wurde der Wettbewerb erstmals bei den Olympischen Winterspielen ausgetragen.

## Geschichte
Der Ursprung von Big Air geht auf die Jahre 1993/1994 zurück. Ende 1993 hatte Andrew Hourmont die Idee ein Video mit Martin Freinademetz in Innsbruck zu drehen. Freinademetz sollte in der Stadt über eine Schanze springen, was bestimmt gute Bilder liefern würde. Die Stadt Innsbruck verweigerte dies in der Innenstadt mittels Bescheid. Man könnte doch auf die Bergiselschanze gehen. Daraufhin plante Hourmont eine Veranstaltung. Er begab sich in das Gsiesertal, wo gerade eine Halfpipe-Veranstaltung stattfand und fragte einige Teilnehmer wie Shaun Palmer oder Terje Haakonsen, ob sie nicht mitmachen wollen. Am 17. Januar 1994 fand am Bergisel dann erstmals der Air & Style-Contest statt.
Im Rahmen der olympischen Snowboard-Bewerbe wurde der Big Air erstmals bei den XXIII. Olympischen Winterspielen 2018 in Pyeongchang, Südkorea, ausgetragen. Bei den Frauen gewann die Österreicherin Anna Gasser am 22. Februar die Gold-Medaille und bei den Männern triumphierte zwei Tage später der Kanadier Sébastien Toutant.

## Beschreibung

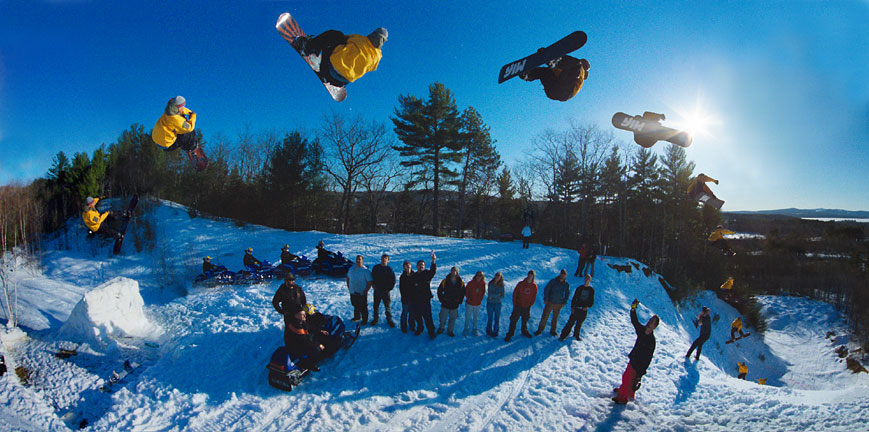
Nick Francke bei einem «Tow-in» Straight Jump

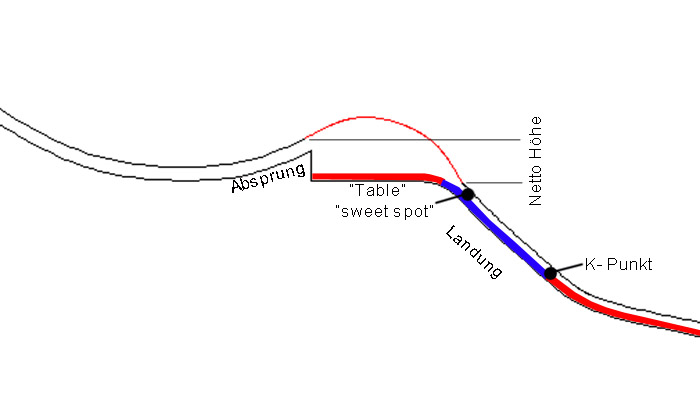
Profil eines Kickers

Der Big Air wird über eine einzelne große Absprungrampe ausgefahren. Der Fahrer steuert die Schanze mit Anlauf an und versucht anschließend in der Luft einen Trick auszuführen, an den sich eine sichere Landung anschließen soll.
Der Big Air gilt auf Grund der Flughöhe als besonders spektakulär und kann auf einer relativ geringen Schneedecke ausgetragen werden. 
In einer Variation wird der Big Air unterhalb der Landezone durch zusätzliche Obstacles wie Quarterpipes, Rails, Boxes und Cornerjumps erweitert, um dem Teilnehmer die Möglichkeit zu geben, einen verpatzten Sprung durch Zusatzpunkte aufzuwerten. 
Um Kicker auch auf flacherem Terrain verwenden zu können, hat sich der „Tow-in“ etabliert: Dabei wird der Fahrer von einem Snowmobil mit einem Seil mit hoher Geschwindigkeit an den Absprung herangezogen, er lässt kurz davor los und führt anschließend seinen Trick aus (siehe auch Tow-in surfing).
Bei einer misslungenen Landung wirken hohe Kräfte, die ernsthafte Verletzungen zur Folgen haben können.